# 大海德巴德湖
53°35′11″N 7°21′45″E / 53.58648679°N 7.36240089°E
大海德巴德湖（德語：Badesee Großheide），是德國的湖泊，位於該國西北部，由下薩克森州負責管轄，處於格羅斯海德，面積0.05平方公里，處於海平面水平，最大水深10米。